# De koeherder en de heks

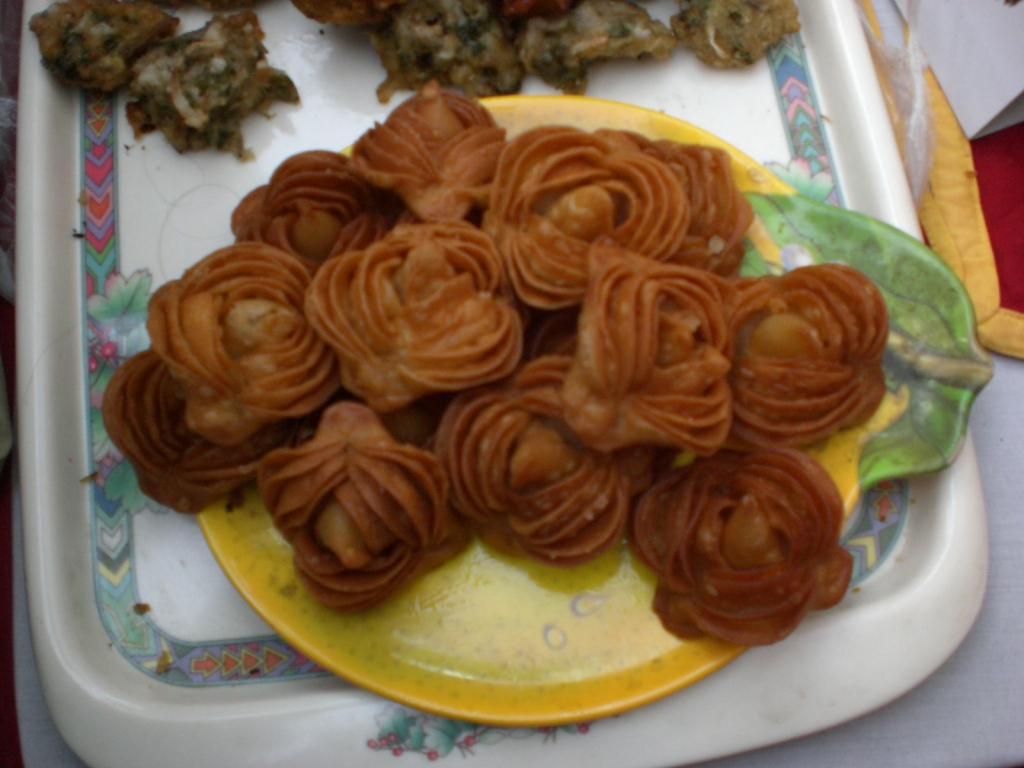
Rijstkoekjes (pitha)

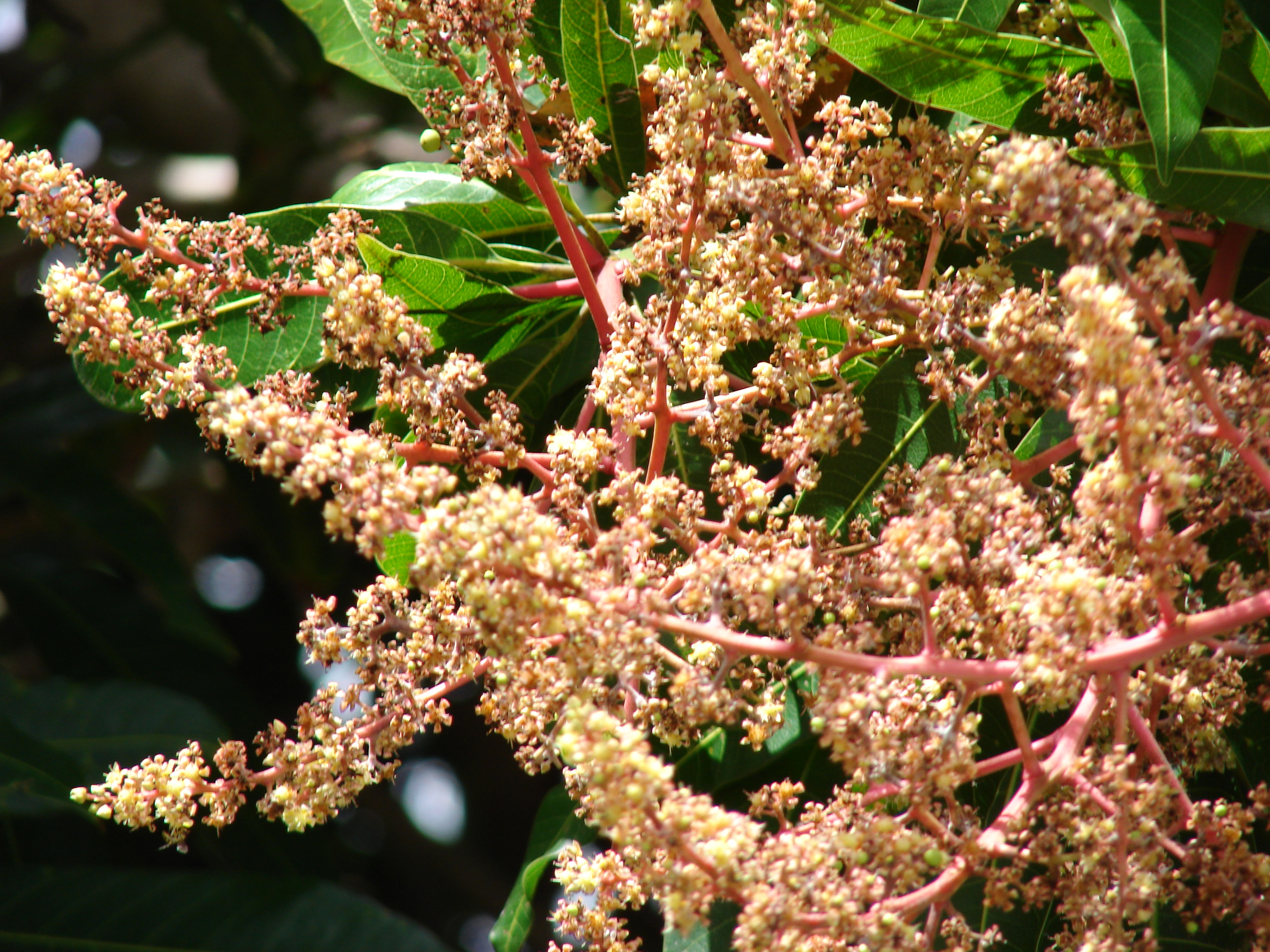
Bloesems van de mangoboom

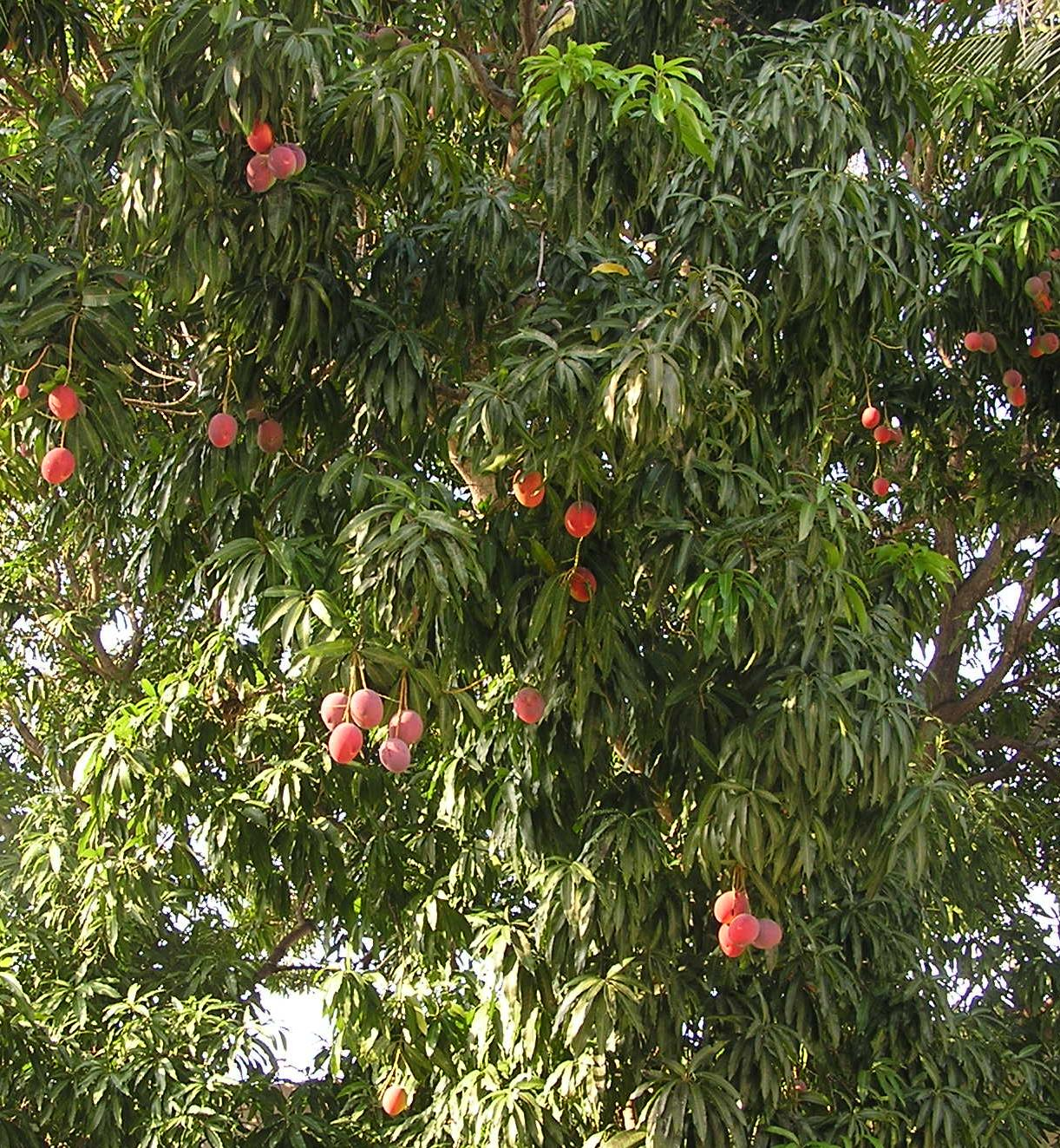
Mango's in een boom

De koeherder en de heks is een volksverhaal uit Odisha, India.

## Het verhaal
Een arme jongen hoedt de koeien van de dorpelingen en krijgt op hoogtijdagen snoep en rijstkoekjes. De goden worden vereerd tijdens de eerste nieuwe maan van de lente en de jongen heeft volop te eten. Hij geeft een deel aan zijn moeder en gaat het veld in. Hij heeft nog te veel eten voor een dag en begraaft één koekje. Hij zegt het met zijn bijl in tweeën te hakken als het de volgende dag niet ontkiemd is. Tot zijn stomme verbazing ziet de jongen de volgende dag een groene kiem. Hij zegt het om te hakken als het de volgende dag geen blad draagt.
De volgende dag ziet hij een klein boompje en zegt het om te hakken als er geen rijstkoekjes aan de takken hangen als hij de volgende dag terugkomt. De jongen eet de volgende dag zijn buikje rond en neemt ook koekjes mee naar huis. Een heks ziet hem en gaat als oud vrouwtje naar hem toe. Ze vraagt om koekjes en de jongen schudt aan de boom, zodat enkele vallen. De vrouw wil deze niet, ze zijn niet rein meer. Alleen koekjes die hij overhandigt wil ze eten en ze wil verderlopen, maar zegt nog de hele dag geen eten gehad te hebben.
De jongen geeft haar koekjes en ze grijpt zijn pols en gooit hem in een jutezak. Ze doet de zak in een mand en doet deze op haar hoofd, ze rust na een tijdje bij de beek en gaat drinken. Ze vraagt landarbeiders op haar mand te passen en de jongen vraagt om hulp. Ze laten hem uit de zak en hij verstopt zich in het bos. De landarbeiders doen stenen in de zak en doen hem terug in de mand. De heks komt terug en loopt verder, haar dochter begroet haar thuis en moet kerrie maken van het vlees. Ze vindt enkel keien en de heks gaat als bedelares terug. 
Ze vraagt om koekjes, maar de jongen vertrouwt haar niet. De heks doet alsof ze verbaasd is en de jongen kijkt haar goed aan, hij houdt zich stevig vast als hij koekjes aanreikt. De heks grijpt hem en de tak breekt af, opnieuw wordt hij in de zak in de mand meegedragen. De heks loopt regelrecht naar huis en de dochter moet het eten maken. De heks gaat brandhout sprokkelen en de dochter ziet de mooie knappe man met dik zwart haar. Zelf is ze bijna kaal en ze wil ook mooie haren hebben. 
De jongen zegt zijn geheim niet te willen delen, ze willen hem opeten nota bene. Ze belooft hem vrij te laten in ruil voor zijn geheim en hij zegt dat ze geitenmelk op haar hoofd moet smeren. Ze vertelt haar moeder dat de jongen is ontsnapt toen ze de kerrie fijnmaalde. De heks rammelt haar dochter af en gaat opnieuw naar de jongen. Die heeft een koevoet in de boom verstopt en zegt de derde vrouw haar mond te openen, om een rijstkoek te vangen. Hij werpt de koevoet door haar keel en de heks valt dood neer.

## Achtergronden
- Rusteloze geesten hebben in het Indiaas volksgeloof verschillende gedaanten en namen, zoals heks, geest, demon, monster, reus. Ze vormen een vast onderdeel in de leefwereld van de Indiër. In volksverhalen uit India beschrijft men hoe dom geesten zijn, met een beetje moed en slimheid kun je ze afschrikken. Slachtoffers zijn meestal personen die zwak in de maatschappij staan door een gebrek of andere reden. Toch zijn ze de wezens uiteindelijk te slim af.
- In dit verhaal is het de koeherder, in India zijn vaak herders of andere rondtrekkende personen het slachtoffer. Zie ook De wees en de reus.
- De rijstkoekjes heten pitha en worden bereid uit rijstmeel. Speciaal voor dit feest worden ze bereid met de bloesems van de mangoboom, eerst aan de goden geofferd en dan verdeeld onder de kinderen als lekkernij.
- De rijstkoekjes in de mangoboom staan voor oneindig veel voedsel, de heks wil dit voor zichzelf. Dit heeft overeenkomsten met het sprookje Tafeltje dek je, ezeltje strek je en knuppel uit de zak. Hier hebben drie broers de opdracht gekregen de geit te hoeden, maar worden later door de vader weggestuurd. Ze leren een ambacht en gaan terug naar huis met wonderlijke geschenken, ze hoeven het maar te zeggen of voedsel of geld verschijnt. Als de kastelein dit ziet wil hij de wonderbaarlijke dingen voor zichzelf. Ook deze kastelein heeft geen geluk bij de derde poging tot diefstal (de knuppel).
- In Eenoogje, tweeoogje en drieoogje geeft een geit oneindig veel voedsel, maar deze wordt geslacht. Het meisje begraaft de ingewanden van het dier en de volgende dag is een boom met bladeren van zilver en vruchten van goud voor de voordeur gegroeid. Haar moeder en zussen willen de appels, maar alleen zij heeft macht over de boom.
- In de Indiase mythologie is een wezen wat overeenkomsten vertoont met de rusteloze geest, de Asura (anti-god). Ze zijn jaloers op de goden, omdat ze over Amrita beschikken (de nectar der onsterfelijkheid).
- Vergelijk ook de appels der jeugd van Iðunn uit de Noordse mythologie, die door een list van Loki gestolen worden. Ook Iðunn zelf wordt ontvoerd uit Asgaard.
- Ook Xi Wangmu kweekt en bewaakt de vruchten (perziken) van onsterfelijkheid.
- Herakles stal de Gouden appels van de Hesperiden in de Griekse mythologie.